# 羊齿叶马先蒿
羊齿叶马先蒿（学名：Pedicularis filicifolia）为玄参科马先蒿属下的一个种。

## 扩展阅读
- 維基物種上的相關：羊齿叶马先蒿